# Uno dei tanti/Cara cara
Uno dei tanti/Cara cara è un 45 giri di Joe Sentieri, pubblicato nel 1961.

## Il disco
Il disco venne pubblicato dalla Dischi Ricordi in due versioni: nella prima in copertina era raffigurato il cantante, mentre nella seconda vi era il disegno di alcune persone per i quattro lati della copertina, in grigio tranne uno in rosa (a rappresentare la canzone sul lato A, Uno dei tanti).

### Uno dei tanti
Scritta da Mogol e Carlo Donida Labati, la canzone fu anche incisa poco tempo dopo da Tony Dallara, Luciano Tajoli e da Gian Costello.
Uno dei tanti ha goduto - e gode tuttora - di una straordinaria popolarità soprattutto negli USA: tradotta in inglese da Jerry Leiber e Mike Stoller, ed intitolata I (Who Have Nothing), è stata interpretata, nel corso degli anni, da un considerevole numero di artisti.
Il primo a proporla, nel 1963, fu Ben E. King (il celeberrimo cantante di Stand by Me); grazie al successo ottenuto, il brano è entrato stabilmente nel repertorio dei cantanti soul e rhythm and blues.
Tra le molte versioni disponibili, oltre a quella di Ben E. King, ricordiamo gli Status Quo (1966), Linda Jones (1968), Tom Jones (1970), Pasha Hristova (1971), Roberta Flack e Donny Hathaway (1972), Sylvester (1979), Manfred Mann's Earthband (1979), Shirley Bassey (1980), Luther Vandross e Martha Wash (1991), Neil Diamond (1993), Gladys Knight (1998), Joe Cocker (2004), Jordin Sparks (2007), Irene Fornaciari, Kerry Ellis e Brian May (2012).
Nel 1964 il gruppo Los Gratsons ne incide una cover in spagnolo dal titolo Uno de tantos (Iberofon, IB 45-1237).

### Cara cara
Scritta da Alberto Testa per le parole e da Giulio Compare e Rinaldo Cozzoli per la musica, la canzone fu presentata con successo da Sentieri a Canzonissima.
Il testo, ironico, racconta la vicenda di un uomo che per convincere una ragazza ad andare a ballare con lui, le dichiara di essersi tagliato i capelli.

## Tracce
Lato A
1. Uno dei tanti

Lato B
1. Cara cara